# ثورة عبد اللطيف ميرزا
ليس من الواضح ما الذي دفع عبد اللطيف ميرزا إلى التمرد على والده أولوغ بيك في 1449 م. هناك نظريات كثيرة: أحدهما هو أن من قام بتربيته هي جوهر شاد في هرات وليس والده أولوغ بيك الذي كان حاكم سمرقند في عهد شاه روخ، وبالتالي لم يكن عبد اللطيف ميرزا مرتبطًا بوالده. ونظرية أخرى، أن أولوغ بيك فضّل أن يكون ابنه الثاني عبد العزيز ميرزا هو وريثه، الذي رباه بنفسه وأعده لتولي زمام الأمور. سبب آخر هو أنه عندما قام الأخوان بايسنقر بغزو خراسان، غادر أولوغ بيك وترك ابنه عبد اللطيف ميرزا، للتعامل مع موقف صعب جعله يبدو كما لو أن إخفاقاته هو الذي أدى إلى فقدان خراسان؛ هذا جعل عبد اللطيف ميرزا مستاء بشدة. وأخيرا، خلال تمرد في بلخ في ربيع عام 1449 من قبل ميران شاه، والذي سحقه عبد اللطيف ميرزا، تم اكتشاف رسالة من أولوغ بيك إلى ميران شاه تأمره فيها بالتحريض على التمرد. هذه القصة لا يدعمها أي مصدر آخر غير مير خواند، لكنها تُعتبر ذريعة أخيرة للحرب الشاملة مع والده. قد لا يكون السبب الحقيقي لهذه الثورة مفهومًا تمامًا، لكن عبد اللطيف ميرزا سار على عجل نحو سمرقند بعد إلغاء الضرائب الحكومية على التجارة عبر بلخ والسيطرة على قوارب النهر في جيحون.
أولوغ بك علم بهذه الثورة فأعد على الفور قواته للمعركة وترك ابنه عبد العزيز ميرزا المسؤول عن سمرقند وأخذ معه العديد من الأمراء خاصة من قبيلة أرغون مع عبد الله ميرزا. لثلاثة أشهر تواجه الجيشان على نهر جيحون دون إحراز تقدم كبير ولكن العديد من المناوشات، تنتهي دائمًا لصالح عبد اللطيف ميرزا. في أحد هذه المناوشات تم القبض على عبد الله ميرزا وسجنه.
كان أولوغ بيك يواجه الآن مشاكل في جيشه وفي وطنه بسبب تصرفات ابنه عبد العزيز ميرزا في سمرقند الذي كان يضطهد عائلات جنرالات أولوغ بيك. كان الجنرالات غاضبين وكان هناك تمرد على يديه عندها كتب رسالة شديدة اللهجة لابنه عبد العزيز ميرزا للتوقف والكف أو مواجهة عواقب وخيمة لأفعاله.
أحرزت المواجهة تقدماً ضئيلاً، لكن في النهاية ثورة في بخارى وسمرقند حولت انتباه أولوغ بيك إلى تلك المدن. ليس من الواضح كيف أو لماذا ثورة بخارى وسمرقند وقعت ولكن ما هو معروف هو أن عبد العزيز ميرزا كان مسؤول سيئ وأثار غضب المؤسسة العسكرية بطريقة ما. كانت قبيلة أرغون الرؤساء الرئيسيين لهذه المجموعة في سمرقند ومن المعروف أن رجال الدين في بخارى ( الصوفية النقشبندية) هم المروجون للثورة أيضًا. ومع ذلك، وضعوا أبو سعيد ميرزا كملك لهم في سمرقند وحاصروا المدينة. عبد العزيز ميرزا حبس نفسه في الحصن وأرسل لأبيه. لم يعد بإمكان أولوغ بيك البقاء في جيحون ولا بمكان به خطر شخصي كبير على نفسه، حيث هجر الميدان مع رجاله وغادر إلى سمرقند.
عبد اللطيف ميرزا مرتاح من هذه اللحظة المفيدة، ولم يتبع والده أو يهاجم خلفه؛ بدلا من ذلك اتخذ نهجا حذرا. قام أولاً بإعادة تزويد قواته وأستولى على ترمذ وشهرسبز بعد عبور نهر جيحون. أولوغ بيك بعد تعامله مع التمرد قام بمسيرة مرة أخرى ضد عبد اللطيف ميرزا واجتمع الجيشان في دمشق في سبتمبر / أكتوبر 1449.